# Histoire du fromage

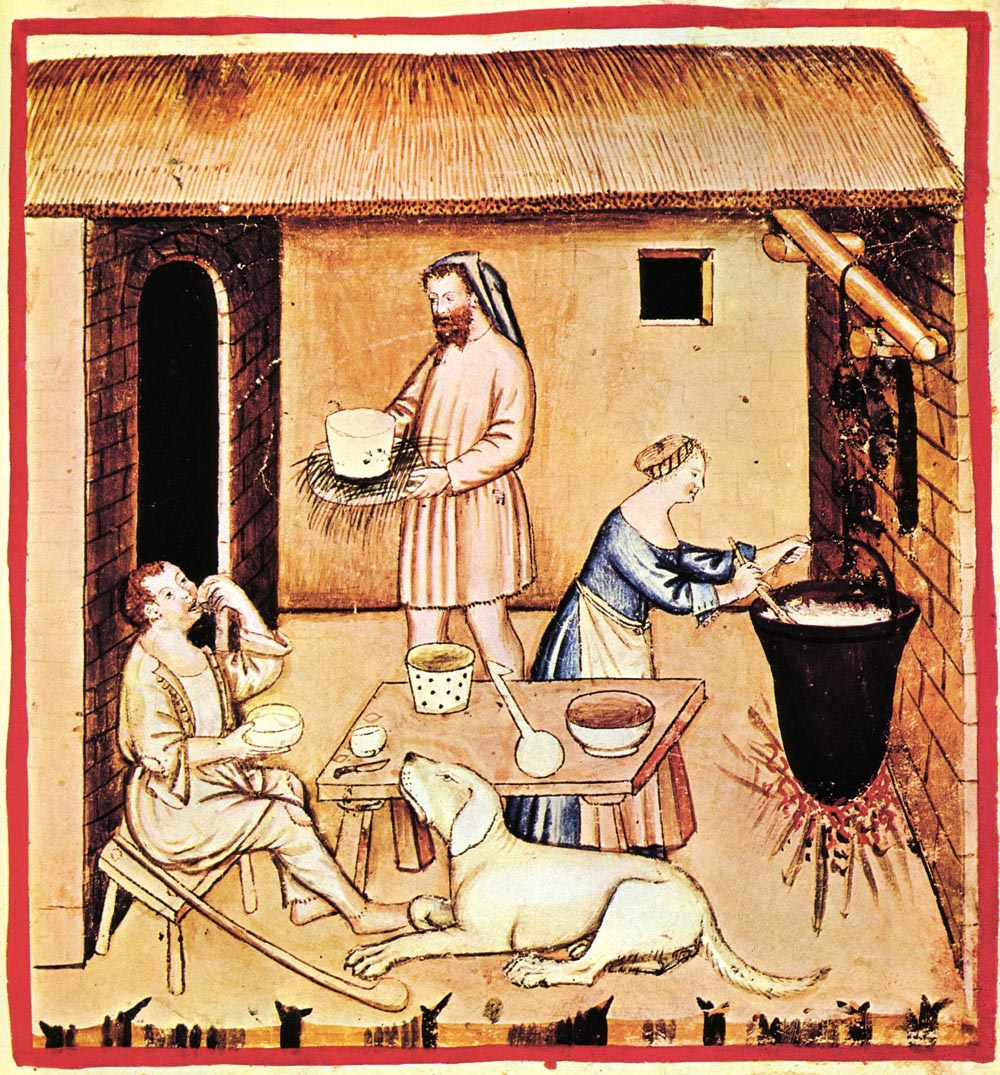
Fabrication du fromage, Tacuinum sanitatis Casanatensis (XIVe siècle).

Cet article court présente un sujet plus développé dans : Fromage.
L'histoire du fromage remonte vraisemblablement au néolithique. Son invention est sans doute liée à la pratique du transport de lait dans des vessies faites de caillettes de ruminants, sources de présure. Certains avancent aussi l'observation de lait caillé dans la caillette de veau abattus pour être consommés. Aucune preuve ne permet de déterminer avec certitude la région d'origine de la fabrication du fromage, qui peut se trouver en Europe, en Asie centrale ou au Moyen-Orient. Cependant, des preuves convaincantes montrent que la production laitière était pratiquée en Égypte et à Sumer environ 3100 ans avant notre ère,  que des prairies existaient au Sahara dès le IVe millénaire av. J.-C., et on a retrouvé des faisselles polonaises datées de plus de 7000 ans (culture rubanée) et d'autres indices en Turquie d'Europe il y a 9500 ans.
Plusieurs éléments plaident pour une connaissance du fromage  ou de produits laitiers apparentés (laits fermentés, caillebottes) aussi ancienne que la traite du bétail elle-même :
- Lorsque l'on abandonne du lait à l'air libre, il se met spontanément à fermenter. Il s'acidifie ou surit selon les micro-organismes présents et caille au bout de quelques heures. Cette fermentation permet de conserver le caillé quelques jours, cette durée est augmentée si on sale. Il n'y avait aucune autre façon de conserver des produits laitiers au Néolithique.
- Des études génétiques pratiquées sur des populations d'Europe du nord montrent que des gènes apportant la tolérance au lactose à l'âge adulte (Intolérance au lactose) sont apparus après le passage de ces populations à l'agriculture[4]. Avant l'apparition de cette tolérance, on pouvait éliminer le lactose du lait par fermentation puis égouttage du caillé (ce qui revient à faire soit du lait ribot, soit du fromage).

La fabrication du fromage s'est répandue en Europe au moins dès l'époque du mythe hellénique et, selon Pline l'Ancien, est devenue une technique élaborée dès les débuts de l'Empire romain, quand des fromages appréciés étaient expédiés à longue distance pour satisfaire les goûts de l'élite romaine.